# Molosek blady
Molosek blady (Mops chapini) – gatunek małego, drapieżnego ssaka, nietoperza z podrodziny molosów (Molossinae) i rodziny molosowatych (Molossidae). Jest szeroko rozprzestrzeniony w Afryce Subsaharyjskiej, aczkolwiek o nieciągłym zasięgu. Występuje na sawannie, w lasach, ale też w miejscach, gdzie środowisko jest przekształcane (na przykład tam, gdzie drzewa zostały zniszczone przez słonie). Ma czub z włosów na głowie, szczególnie dobrze rozwinięty i dwubarwny u rozmnażających się samców, u samic szczątkowy i biały. Poluje na owady, takie jak chrząszcze, motyle, muchówki. Niewiele wiadomo o rozrodzie. Uznany za gatunek najmniejszej troski (LC).

## Taksonomia

### Systematyka
Gatunek formalnie został opisany w 1917 roku przez Joela Asapha Allena jako Chærephon (Lophomops) chapini. Okaz typowy pod numerem katalogowym 48841 obejmuje czaszkę i skórę zwierzęcia, holotypem jest samiec pozyskany 11 listopada 1912 roku z budynku. Autor także wskazał topotyp, którym również jest samiec zakonserwowany w alkoholu, pod numerem katalogowym 49209, wydobyty z wola gackożera (Macheiramphus alcinus) 12 stycznia 1913 roku. Jako miejsce typowe holotypu Allen wskazał Faradje, w północno-zachodnim Kongu Belgijskim (dziś Demokratyczna Republika Konga).
Taksonomia opisywanego gatunku oraz rodzaju, do którego jest on przydzielony, jest dyskusyjna. Poza moloskiem bladym podobne struktury na głowie (kępki włosków za uszami) mają przedstawiciele rodzaju Tadarida, na co zwrócił uwagę już Allen w 1917 roku. Tradycyjnie Chaerephon chapini grupował trzy podgatunki: chapini, shortridgei, lancasteri, a ten drugi był traktowany jako nawet odrębny gatunek. A. Monadjem i współpracownicy uznali, że cały kompleks powinien być uznawany za jeden monotypowy takson, Ch. chapini. Z tego względu autorzy Handbook of the Mammals of the World oraz Illustrated Checklist of the Mammals of the World uznają tego nietoperza za gatunek monotypowy. Natomiast 3. edycja Mammal Species of the World uznaje podział, gdzie chapini i lancasteri są uznawane za podgatunki tego taksonu, a shortridgei uznają za odrębny gatunek, opierając się na badaniach Petersona i współpracowników (1995). W badaniach zaznaczono, że oba taksony różnią się wielkością (znacznie), a zasięgi występowania oddziela bariera biologiczna; w tym wypadku północne populacje należałyby do Ch. chapini, a południowe do Ch. shortridgei. W 2002 roku Fenton oraz Eger włączyli tego drugiego do Ch. chapini, czego jednak nie wytłumaczono. Dlatego redaktorzy tejże bazy internetowej (D.E. Wilson i D.M. Reeder) proponują by traktować te nietoperze jako osobne gatunki. W Polskim Nazewnictwie Ssaków Świata (2015) oparto się w głównej mierze na wspomnianej wcześniej pracy, uznając moloska bladego za przedstawiciela Tadarida, a rodzaj Chaerephon pozostał monotypowy, zaliczając doń molosinka madagaskarskiego, opisanego w 2010 roku.
Obecnie jednak (stan na rok 2024) wszystkich przedstawicieli Chaerephon umieszczono w rodzaju Mops.
Molosek blady został przydzielony do grupy gatunkowej plicatus.

### Etymologia
Nazwa Chaerephon dla rodzaju nietoperzy wzięła się od imienia Chaerephona (470/460–403/399 p.n.e.), starożytnego Greka, który był przyjacielem Sokratesa, a wspomniany został przez Arystofanesa. Filozofa zwano nietoperzem, ponieważ nigdy nie wychodził za dnia. Epitet gatunkowy chapini dla tego taksonu honoruje Jamesa P. Chapina. Wraz z Herbertem Langiem odłowił on okazy tego gatunku podczas amerykańskiej ekspedycji w Kongu. W 2015 roku zasugerowano dla tego gatunku polską nazwę „molosek blady”.

### Filogeneza
Wielu chiropterologów pracowało nad systematyką molosowatych. Przykładowo Freeman (1981) rozróżnił dwie linie rozwojowe; pierwsza (Mormopterus-like), grupująca rodzaje Mormopterus (który grupował wówczas podrodzaje Mormopterus, Sauromys wraz z Platymops), Molossops (w tamtych czasach wyróżniano w obrębie rodzaju podrodzaje: Molossops, Cynomops i Neoplatymops), Cheiromeles i Myopterus; druga linia (nazwana Tadarida-like) obejmowała rodzaje Tadarida, Chaerephon, Mops, Otomops, Nyctinomops, Eumops, Promops oraz Molossus. Pierwsza grupa obejmowałaby molosy o krótkich uszach, których wargi teoretycznie nie posiadają zmarszczek bądź te występują w niewielkim stopniu, ponadto w kości podstawno-fenoidalnej są płytkie wgłębienia lub występuje ich deficyt. Druga linia skupiała latające ssaki o większych uszach i głębokich wgłębieniach w kościach podstawno-fenoidalnych. 
W 2015 roku Renato Gregorin i Andrea Cirranello przedstawili na łamach czasopisma „Cladistics” swoją systematykę tej rodziny, w której uwzględniono 62 dotychczas poznane gatunki. Autorzy zbadali liczne aspekty morfologii i anatomii, m.in. czaszki, języka, skrzydeł, uzębienie, futro (osobników zakonserwowanych oraz skórek) u dorosłych i juwenalnych okazów muzealnych. W badaniach grupami zewnętrznymi były rodzaje jasnotek (Antrozous) oraz kosmatnik (Lasiurus) z rodziny mroczkowatych (Vespertilionidae). Badania wykazały, że rodzaj Chaerephon razem z Mops formują własny klad. Sam molosek blady w filogenezie został uznany za takson siostrzany wobec moloska sudańskiego (Chaerephon major). Obrazuje to poniższy wyrywek kladogramu, jaki uzyskali autorzy:
|  | Mops (Chaerephon) nigeriae                                                            |
|  |                                                                                       |
|  | \| \| Mops (Chaerephon) chapini \| \| \| \| \| \| Mops (Chaerephon) major \| \| \| \| |
|  |                                                                                       |
|  | Mops (Chaerephon) chapini                                                             |
|  |                                                                                       |
|  | Mops (Chaerephon) major                                                               |
|  |                                                                                       |

|  | Mops (Chaerephon) chapini |
|  |                           |
|  | Mops (Chaerephon) major   |
|  |                           |

|  | Mops (Chaerephon) nigeriae                                                            |
|  |                                                                                       |
|  | \| \| Mops (Chaerephon) chapini \| \| \| \| \| \| Mops (Chaerephon) major \| \| \| \| |
|  |                                                                                       |
|  | Mops (Chaerephon) chapini                                                             |
|  |                                                                                       |
|  | Mops (Chaerephon) major                                                               |
|  |                                                                                       |

|  | Mops (Chaerephon) chapini |
|  |                           |
|  | Mops (Chaerephon) major   |
|  |                           |

|  | Mops (Chaerephon) aloysiisabaudiae                                                                                      |
|  | |
|  | Mops (Chaerephon) ansorgei                                                                                              |
|  | |
|  | Mops (Chaerephon) bemmeleni                                                                                             |
|  | |
|  | Mops (Chaerephon) bivittatus                                                                                            |
|  | |
|  | \| \| Mops (Chaerephon) jobensis \| \| \| \| \| \| Mops (Chaerephon) plicatus \| \| \| \| \| \| Mops (Mops) \| \| \| \| |
|  | |
|  | Mops (Chaerephon) jobensis                                                                                              |
|  | |
|  | Mops (Chaerephon) plicatus                                                                                              |
|  | |
|  | Mops (Mops) |
|  | |

|  | Mops (Chaerephon) jobensis |
|  |                            |
|  | Mops (Chaerephon) plicatus |
|  |                            |
|  | Mops (Mops)                |
|  |                            |

|  | Mops (Chaerephon) nigeriae                                                            |
|  |                                                                                       |
|  | \| \| Mops (Chaerephon) chapini \| \| \| \| \| \| Mops (Chaerephon) major \| \| \| \| |
|  |                                                                                       |
|  | Mops (Chaerephon) chapini                                                             |
|  |                                                                                       |
|  | Mops (Chaerephon) major                                                               |
|  |                                                                                       |

|  | Mops (Chaerephon) chapini |
|  |                           |
|  | Mops (Chaerephon) major   |
|  |                           |

|  | Mops (Chaerephon) nigeriae                                                            |
|  |                                                                                       |
|  | \| \| Mops (Chaerephon) chapini \| \| \| \| \| \| Mops (Chaerephon) major \| \| \| \| |
|  |                                                                                       |
|  | Mops (Chaerephon) chapini                                                             |
|  |                                                                                       |
|  | Mops (Chaerephon) major                                                               |
|  |                                                                                       |

|  | Mops (Chaerephon) chapini |
|  |                           |
|  | Mops (Chaerephon) major   |
|  |                           |

|  | Mops (Chaerephon) aloysiisabaudiae                                                                                      |
|  | |
|  | Mops (Chaerephon) ansorgei                                                                                              |
|  | |
|  | Mops (Chaerephon) bemmeleni                                                                                             |
|  | |
|  | Mops (Chaerephon) bivittatus                                                                                            |
|  | |
|  | \| \| Mops (Chaerephon) jobensis \| \| \| \| \| \| Mops (Chaerephon) plicatus \| \| \| \| \| \| Mops (Mops) \| \| \| \| |
|  | |
|  | Mops (Chaerephon) jobensis                                                                                              |
|  | |
|  | Mops (Chaerephon) plicatus                                                                                              |
|  | |
|  | Mops (Mops) |
|  | |

|  | Mops (Chaerephon) jobensis |
|  |                            |
|  | Mops (Chaerephon) plicatus |
|  |                            |
|  | Mops (Mops)                |
|  |                            |

|  | Mops (Chaerephon) nigeriae                                                            |
|  |                                                                                       |
|  | \| \| Mops (Chaerephon) chapini \| \| \| \| \| \| Mops (Chaerephon) major \| \| \| \| |
|  |                                                                                       |
|  | Mops (Chaerephon) chapini                                                             |
|  |                                                                                       |
|  | Mops (Chaerephon) major                                                               |
|  |                                                                                       |

|  | Mops (Chaerephon) chapini |
|  |                           |
|  | Mops (Chaerephon) major   |
|  |                           |

|  | Mops (Chaerephon) nigeriae                                                            |
|  |                                                                                       |
|  | \| \| Mops (Chaerephon) chapini \| \| \| \| \| \| Mops (Chaerephon) major \| \| \| \| |
|  |                                                                                       |
|  | Mops (Chaerephon) chapini                                                             |
|  |                                                                                       |
|  | Mops (Chaerephon) major                                                               |
|  |                                                                                       |

|  | Mops (Chaerephon) chapini |
|  |                           |
|  | Mops (Chaerephon) major   |
|  |                           |

|  | Mops (Chaerephon) aloysiisabaudiae                                                                                      |
|  | |
|  | Mops (Chaerephon) ansorgei                                                                                              |
|  | |
|  | Mops (Chaerephon) bemmeleni                                                                                             |
|  | |
|  | Mops (Chaerephon) bivittatus                                                                                            |
|  | |
|  | \| \| Mops (Chaerephon) jobensis \| \| \| \| \| \| Mops (Chaerephon) plicatus \| \| \| \| \| \| Mops (Mops) \| \| \| \| |
|  | |
|  | Mops (Chaerephon) jobensis                                                                                              |
|  | |
|  | Mops (Chaerephon) plicatus                                                                                              |
|  | |
|  | Mops (Mops) |
|  | |

|  | Mops (Chaerephon) jobensis |
|  |                            |
|  | Mops (Chaerephon) plicatus |
|  |                            |
|  | Mops (Mops)                |
|  |                            |

|  | Mops (Chaerephon) nigeriae                                                            |
|  |                                                                                       |
|  | \| \| Mops (Chaerephon) chapini \| \| \| \| \| \| Mops (Chaerephon) major \| \| \| \| |
|  |                                                                                       |
|  | Mops (Chaerephon) chapini                                                             |
|  |                                                                                       |
|  | Mops (Chaerephon) major                                                               |
|  |                                                                                       |

|  | Mops (Chaerephon) chapini |
|  |                           |
|  | Mops (Chaerephon) major   |
|  |                           |

|  | Mops (Chaerephon) nigeriae                                                            |
|  |                                                                                       |
|  | \| \| Mops (Chaerephon) chapini \| \| \| \| \| \| Mops (Chaerephon) major \| \| \| \| |
|  |                                                                                       |
|  | Mops (Chaerephon) chapini                                                             |
|  |                                                                                       |
|  | Mops (Chaerephon) major                                                               |
|  |                                                                                       |

|  | Mops (Chaerephon) chapini |
|  |                           |
|  | Mops (Chaerephon) major   |
|  |                           |

|  | Mops (Chaerephon) aloysiisabaudiae                                                                                      |
|  | |
|  | Mops (Chaerephon) ansorgei                                                                                              |
|  | |
|  | Mops (Chaerephon) bemmeleni                                                                                             |
|  | |
|  | Mops (Chaerephon) bivittatus                                                                                            |
|  | |
|  | \| \| Mops (Chaerephon) jobensis \| \| \| \| \| \| Mops (Chaerephon) plicatus \| \| \| \| \| \| Mops (Mops) \| \| \| \| |
|  | |
|  | Mops (Chaerephon) jobensis                                                                                              |
|  | |
|  | Mops (Chaerephon) plicatus                                                                                              |
|  | |
|  | Mops (Mops) |
|  | |

|  | Mops (Chaerephon) jobensis |
|  |                            |
|  | Mops (Chaerephon) plicatus |
|  |                            |
|  | Mops (Mops)                |
|  |                            |

## Morfologia
Długość ciała tego nietoperza wynosi około 50–60 mm; długość ogona 27–44 mm; długość ucha 12–19 mm; długość stopy tylnej 6–9 mm; długość przedramienia 34–40 mm; waga waha się od 5 do 11 gramów. Określany jest jako mały w porównaniu do innych współegzystujących molosowatych.
Sierść jest krótka, barwy jasnoszarej, jasnordzawobrązowej, jasnoszarobrązowej z wierzchu, przy tym bez białych plamek. Sierść na spodzie ciała jest czysto biała albo jasnoszarobrązowa, czasem na bokach ciała występuje biały pasek. Z włosów na głowie formuje się czub, długości 12–15 mm u samców, co odróżnia go od innych sympatrycznie występujących gatunków molosowatych. Czubek ten jest oznaką dymorfizmu płciowego – samce posiadają dwubarwne takie ozdoby, długości wcześniej wspomnianych 12–15 mm, podczas gdy u samic ten przydatek jest krótki, długości 3–5 mm, biały. Włosy tego ornamentu u rozmnażających się samców są u podstawy barwy czerwonokasztanowej albo czarniawobrązowej, a przy końcu białej lub jasnopłowożółtej. Prawdopodobnie rozwój czuba zależy od wieku samca i jego kondycji rozrodczej. U dojrzałych samców włosy te różnią się od włosów okrywających ciało, zwane są osmetrichia; są one powiązane z gruczołami i emitują zapachy wydzielane przez nietoperza (ang. scent dispersal). Podobnie jest w przypadku pokrewnego moloska drobnego (Ch. pumilus). Błona skrzydeł jest koloru białego, czasem jasnoszarawobrązowego, uropatagium jest brązowe. Brązowe uszy łączy pasek skóry zawierający skierowaną do tyłu kieszeń, do której chowany jest czub. Same uszy średniej wielkości, skierowane do przodu, sięgają prawie końca pyska. Koziołek (tragus) jest niewielki, częściowo zakryty przez antytragus. Warga górna ma 5–6 widocznych zmarszczek na każdej stronie, również wiele włosków. Kość przedszczękowa (premaxilla) jest dobrze skostniała. Połączone otwory podniebienne tworzą małej wielkości pustą przestrzeń w kształcie litery „U”. Górne siekacze są lekko od siebie oddalone, między nimi a kłami znajduje się szeroka przestrzeń. Dolne siekacze cechują się dwudzielnością, niekiedy u tego gatunku pojawia się druga para słabych siekaczy. Pierwszy górny przedtrzonowiec jest niewielki, leży w rzędzie zębów i oddziela kieł od zwartego czwartego przedtrzonowca. Pierwszy dolny przedtrzonowiec jest mniejszy i ma znacznie niższą koronę niż drugi. 
Wzór zębowy został zaprezentowany poniżej:
| Wzór zębowy | Wzór zębowy | I   | C | P | M |
| ----------- | ----------- | --- | - | - | - |
| 28–30       | =           | 1   | 1 | 2 | 3 |
| 28–30       | =           | 1–2 | 1 | 2 | 3 |

Kariotyp Ch. chapini przyjmuje wzór: 2n = 48 i FN = 64.

## Rozmieszczenie geograficzne
Występuje w sposób nieciągły na większości terenów Afryki Subsaharyjskiej. Odławiany był na Wybrzeżu Kości Słoniowej, w Ghanie, Sudanie Południowym, Etiopii, północno-wschodniej i południowej części Demokratycznej Republiki Konga, Ugandzie, Kenii, Kongu, Angoli, Zambii, Namibii, Botswanie oraz Zimbabwe. Spotykany jest od wysokości na poziomie morza.

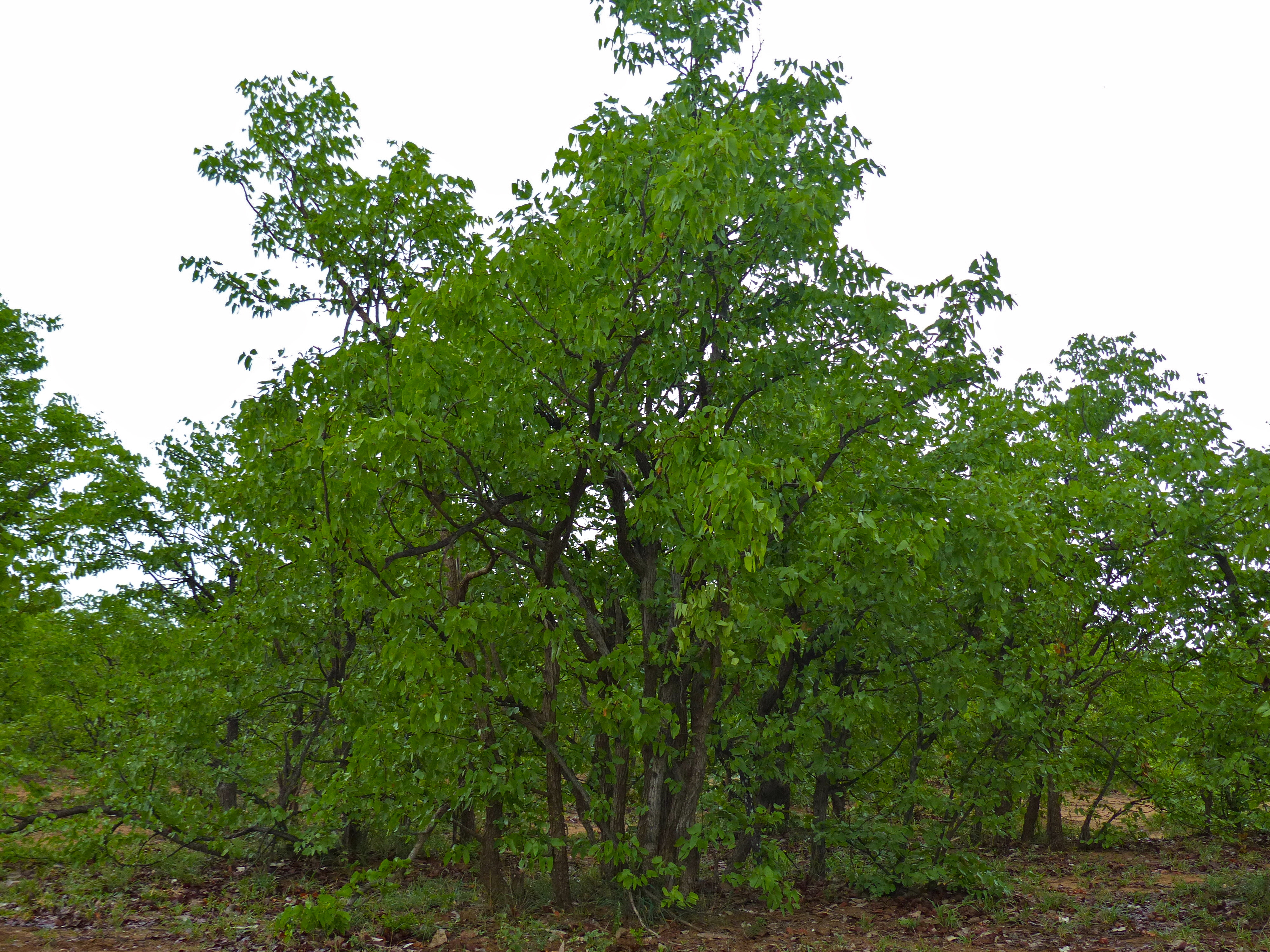
Tereny, na których rosną drzewa Colophospermum mopane, są głównym siedliskiem Chaerephon chapini

## Ekologia
Stwierdzenia tego gatunku z Afryki Południowej dotyczą osobników, które zostały zaobserwowane na lesistych terenach obfitujących w Colophospermum mopane (brezylkowate). W innych lokalizacjach znany jest z lasów z rosnącymi Isoberlinia (bobowate), z otwartych terenów buszu, gdzie występuje akacja (Acacia; bobowate) oraz balsamowiec (Commiphora; osoczynowate), osobniki gatunku spotykane są również w lasach Miombo i na sawannie. Według niektórych źródeł nietoperz ten często łapie się w siatki ornitologiczne zastawiane nad ciekami wodnymi. Jeszcze inne źródła podają, że Ch. chapini związany jest z ekosystemami okazyjnie przekształcanymi, np. tam, gdzie słonie niszczą drzewa Colophospermum mopane.
Ofiary łowi w powietrzu. W Zimbabwe w trakcie pory suchej (trwającej tamże od kwietnia do października) nietoperz ten poluje głównie na chrząszcze (Coleoptera), w mniejszym stopniu na motyle (Lepidoptera), muchówki (Diptera) i inne owady.
Prowadzi nocny tryb życia. Wydaje ultradźwięki o niskiej częstotliwości od 19 do 27 kHz (pik przy 20 kHz), często posiadające też drugą składową harmoniczną, dość długo trwające (od 5 do, zależne od źródła, 10-20 ms).
Odpoczywa wspólnie z innymi osobnikami swego gatunku formując zwykle małe, bądź średniej wielkości grupki. W Afryce Południowej zaobserwowano, że tamże u samic występuje więcej niż raz w roku poporodowa ruja.

## Status
Międzynarodowa Unia Ochrony Przyrody (IUCN) uznaje moloska bladego za gatunek najmniejszej troski (LC – Least Concern), nieprzerwanie od 2008 roku. W 1996 roku figurował na liście jako gatunek z kategorii LR/NT (lower risk/near threatened), zaś w 2004 roku gatunkowi nadano status niedostatecznie rozpoznanego (DD – Data Deficient). Nazwa gatunku zmieniała się na przestrzeni lat, bo do 2008 roku na liście IUCN jako prawidłową nazwę przyjmowało się Chaerephon chapini, wówczas zmieniono nazwę gatunku na Tadarida chapini. Liczebność populacji nie jest znana, podobnie jak jej trend. Stwierdzono go na terenach objętych ochroną, jego populacje wydają się liczne, jest mało prawdopodobne, aby jego populacje zmniejszały swą liczebność na tyle szybko, aby kwalifikowano cały gatunek do umieszczenia w kategorii gatunków zagrożonych. Nie wymienia się żadnych głównych zagrożeń, ale miejscowo mogą mu grozić degradacja środowiska bądź jego utrata (w północnym Zimbabwe albo w niektórych częściach Zambii).